# Наукові записки (Українська академія друкарства)

Обкладинка журналу

«Наукові записки (Українська академія друкарства)» — науковий журнал, який заснувала і видає Українська академія друкарства (яка також є засновником і видавцемвидань: «Поліграфія і видавнича справа», «Квалілогія книги», «Комп'ютерні технології друкарства»).
Рік заснування — 1939. Мова видання — українська. Свідоцтво про державну реєстрацію друкованого засобу масової інформації КВ № 7651 від 30.07.2003 р.
З 2006 р. збірник почав виходити двічі на рік. Журнал публікує наукові статті присвячені проблемам видавничо-поліграфічного комплексу та книгорозповсюдження.
Постановою президії Вищої атестаційної комісії України збірник наукових праць «Наукові записки Української академії друкарства» включено до переліку фахових видань України в яких можуть публікуватися результати дисертаційних робіт на здобуття наукових ступенів доктора і кандидата технічних наук (постанова від 10.11.1999 р. № 3—05/11) та економічних наук (постанова від 13.12.2000 р. № 1—01/10).
Збірник розсилається згідно зі списком обов'язкової розсилки та переліку ВАК України. Передплатити збірник наукових праць «Наукові записки» можна за каталогом «Укрпошти»: передплатний індекс 94911. Статті опубліковані у збірнику реферуються у журналі «Джерело» та «Збірнику рефератів фахових видань МОН України» , РЖ ВИНИТИ РАН
Редколегія видання знаходиться в Українській академії друкарства за адресою: 79020, м. Львів, вул. Підголоско, 19.

## Бібліографія

Обкладинка покажчика

## Дивись також
- Видавництво Української академії друкарства
- Перелік наукових фахових видань з технічних наук